# Jeziorak
Jeziorak [ježjorak] je ledovcové jezero, vyplňující prohlubeň vytvořenou ledovcovým splazem, které leží v severovýchodním Polsku a patří do Iławského pojezeří. Má plochu 3219 ha, délku 27,4 km (nejdelší jezero v Polsku) a šířku 2,4 km. Maximální hloubku má 13 m.

## Pobřeží
Břehy jezera jsou převážně vysoké a strmé, většinou zalesněné. Jezero má severojižně protáhlý tvar, ve střední části s rozšířením, ve kterém se nachází několik ostrovů. Na úrovni obce Siemiany odbočuje na severovýchod záliv Kraga, spojující Jeziorak přes jezero Dauby s Elbląským kanálem. Na západním břehu ústí do jezera průtok z jezera Urowiec, o něco výše vede do Płaského jezera. Ze severozápadního zálivu vede kanál do jezera Ewingi. Z jižního okraje jezera vytéká řeka Iławka, zde také leží jeden z největších vnitrozemských ostrovů Polska– Wielka Żuława (82,4 ha). Na spojnici Jezioraka a Malého Jezioraka leží město Iława.

## Ostrovy
Na jezeře se nachází mnoho ostrovů, z nichž největší jsou Wielki Ostrów (Wielka Żuława) a Wielki Bukowiec.

## Využití
Jezero je od roku 1860 spojené s Elblaským kanálem. Na břehu jezera leží město Iława.

## Galerie

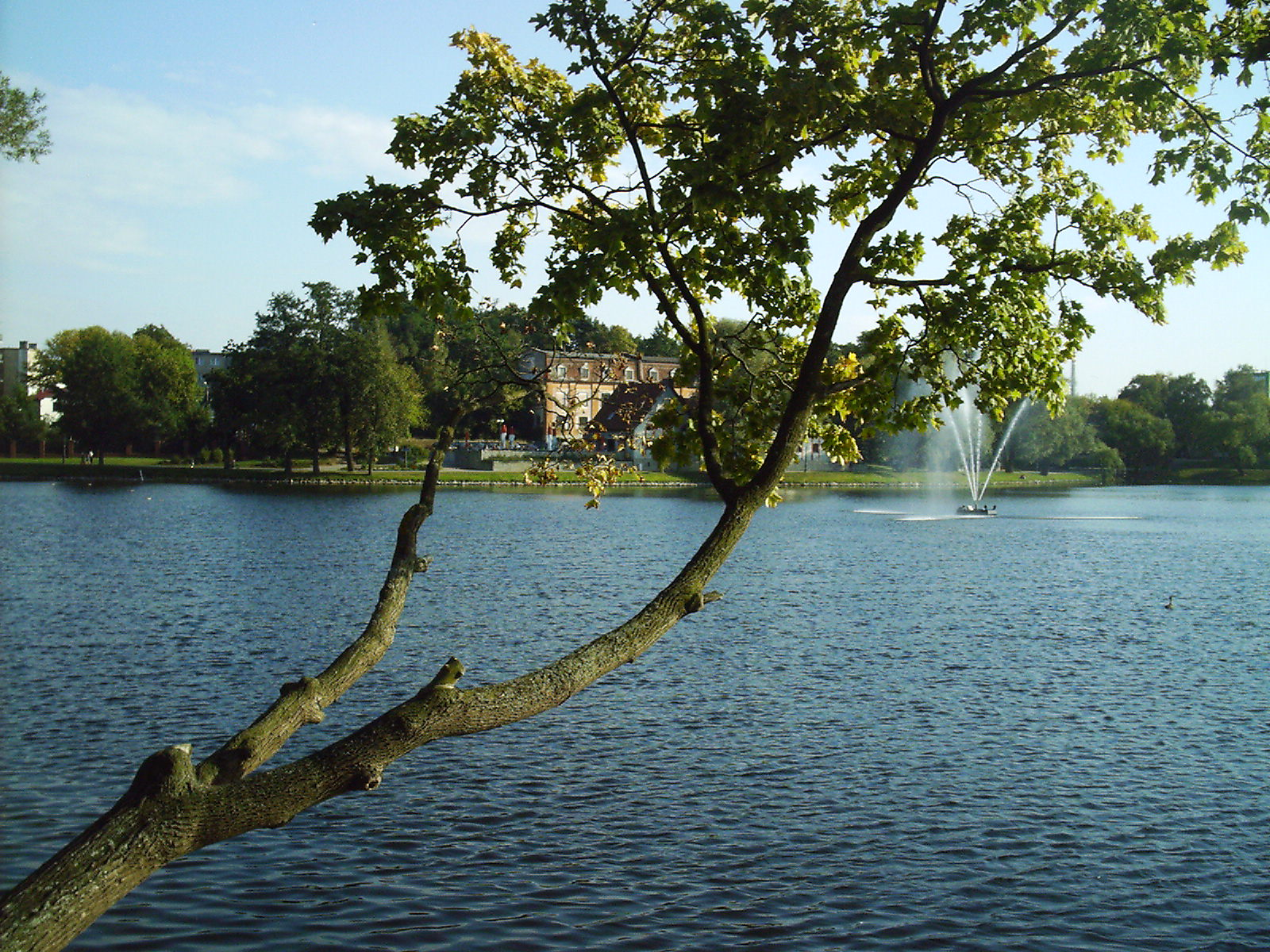
1 Malý Jeziorak. Pohled z bulváru Jana Pavla II.
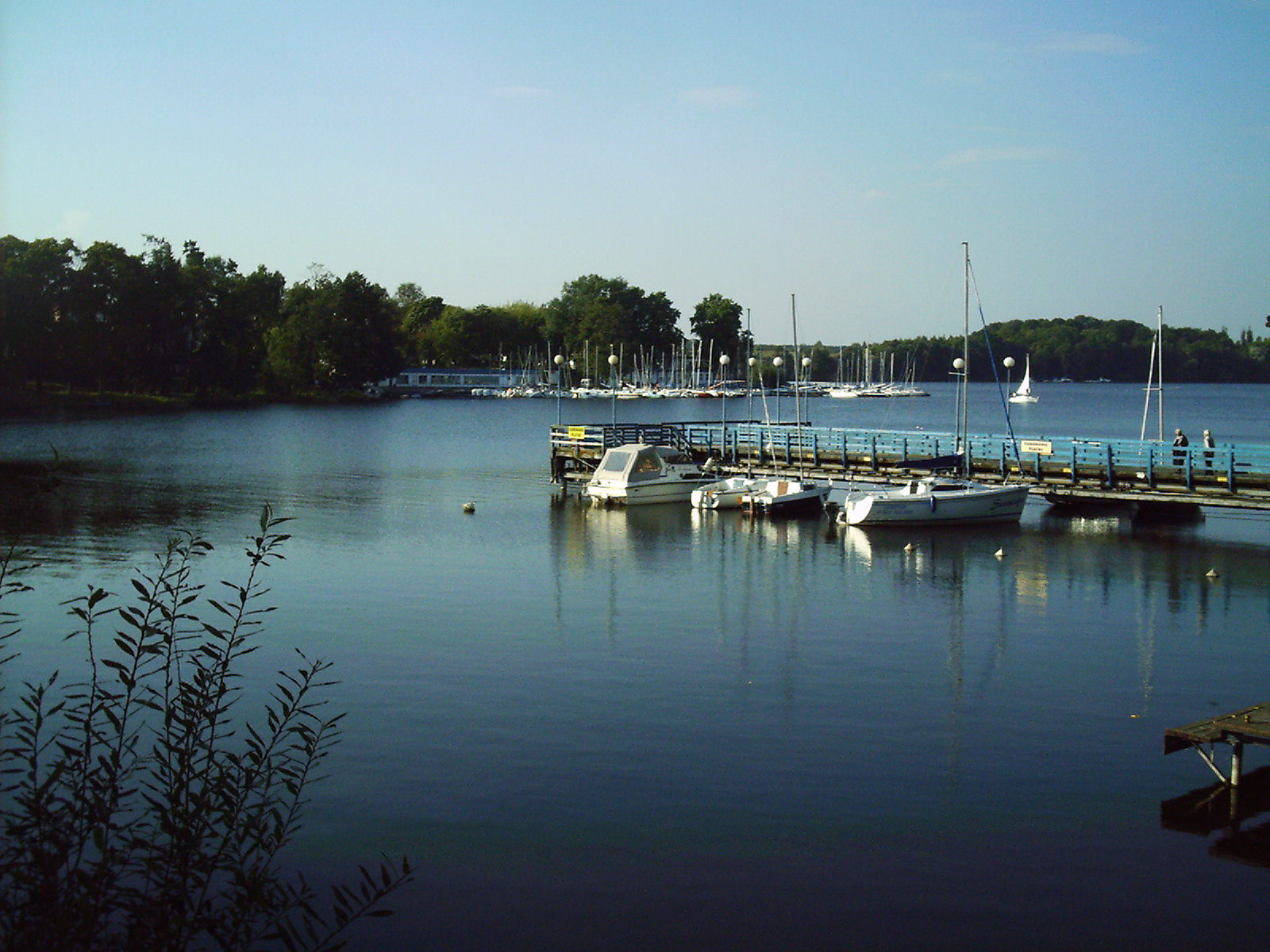
2 Velký Jeziorak
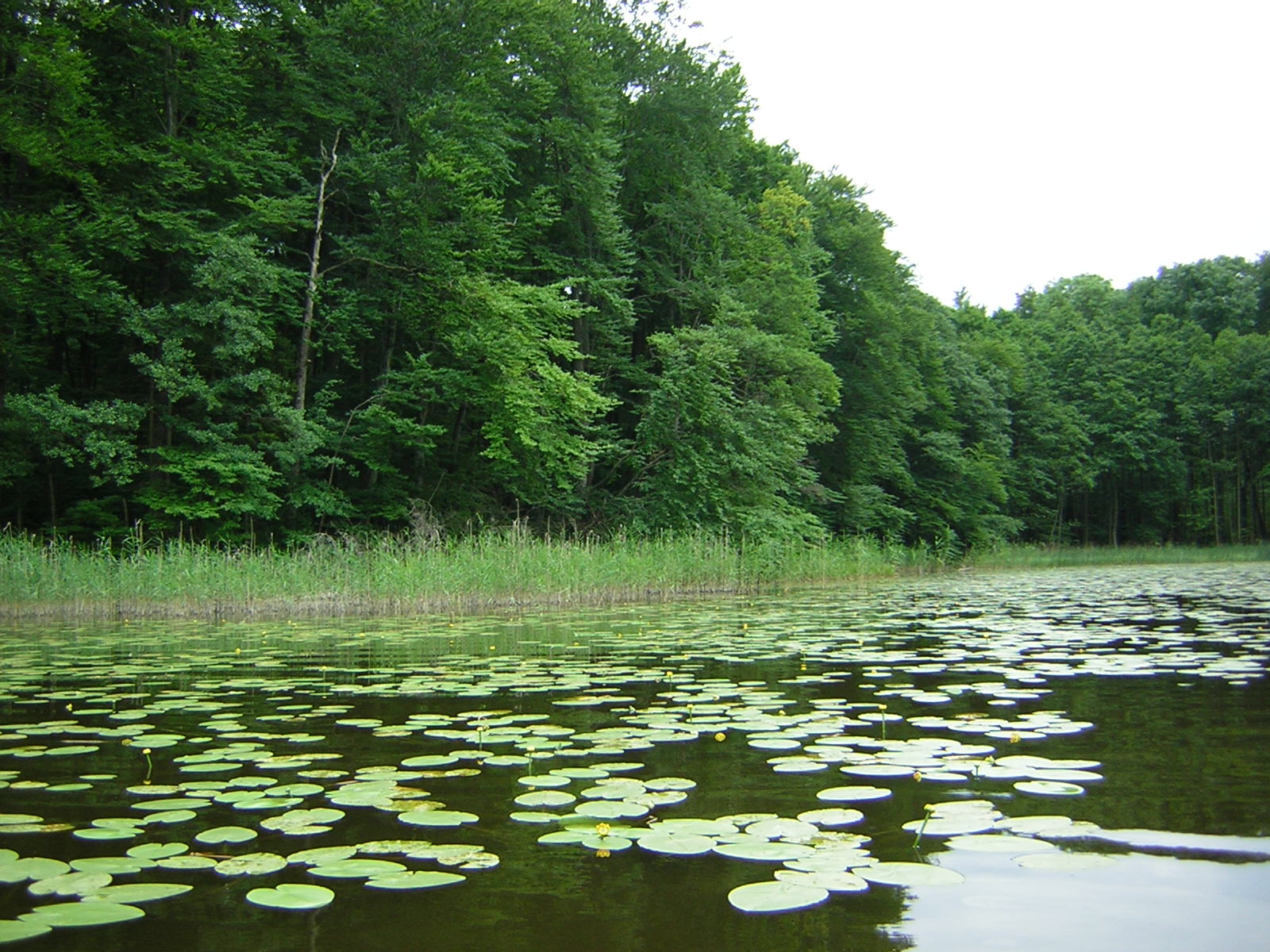
3 Velký Jeziorak